# か゜
か゚、カ゚は、か、カに半濁点を付したもので、特殊な仮名のひとつ。

## 概要
一種の音符であり、音節 /ga/ が鼻濁音 [ŋa] として発音されることを明示したいとき、「が」に代えて用いることがある。用途は国語学関連および日本語の発音教育などに限られ、一般的な日本語の文字表現に用いられることはなく、通常初等教育で教わることもない。
なお、日本語の標準語および多くの方言において [ŋ] は /g/ の異音にすぎず、 /ŋ/ という音素を有しているわけではない（日本語の方言§濁音化と鼻音化）。すなわち、職業アナウンサー等をのぞく大部分の話者は [ga] と [ŋa] を区別して使っているわけではなく、意図せずにどちらかの音を発している。五十音図に「か゚」が含まれていないのもこのためである。

## か゚ に関わる諸事項
- 文字コードでは、日本産業規格（JIS）のJIS X 0213には「か゚」の文字が 1 文字として単独の位置を与えられている。一方、JIS X 0213に対応したUnicode 3.2では、仮名と半濁点との組み合わせで表すこととなった。